# پلیگیروس
پلیگیروس (به لاتین: Polygyros) یک منطقهٔ مسکونی در یونان است که در Polygyros Municipality واقع شده‌است.